# 圣母升天圣殿主教座堂 (波帕扬)
圣母升天圣殿主教座堂又名波帕扬主教座堂，是罗马天主教宗座圣殿、天主教波帕扬总教区的主教座堂，位于哥伦比亚考卡省波帕扬历史中心的 Caldas 公园西侧。
1546年，教宗保禄三世诏令成立波帕扬教区，任命西班牙塞哥维亚人Juan del Valle为主教。1953年，教宗庇护十二世将该堂升格为宗座圣殿。1959年12月30日，包括主教座堂在内的整个波帕扬历史中心区，均被列为哥伦比亚历史古迹。

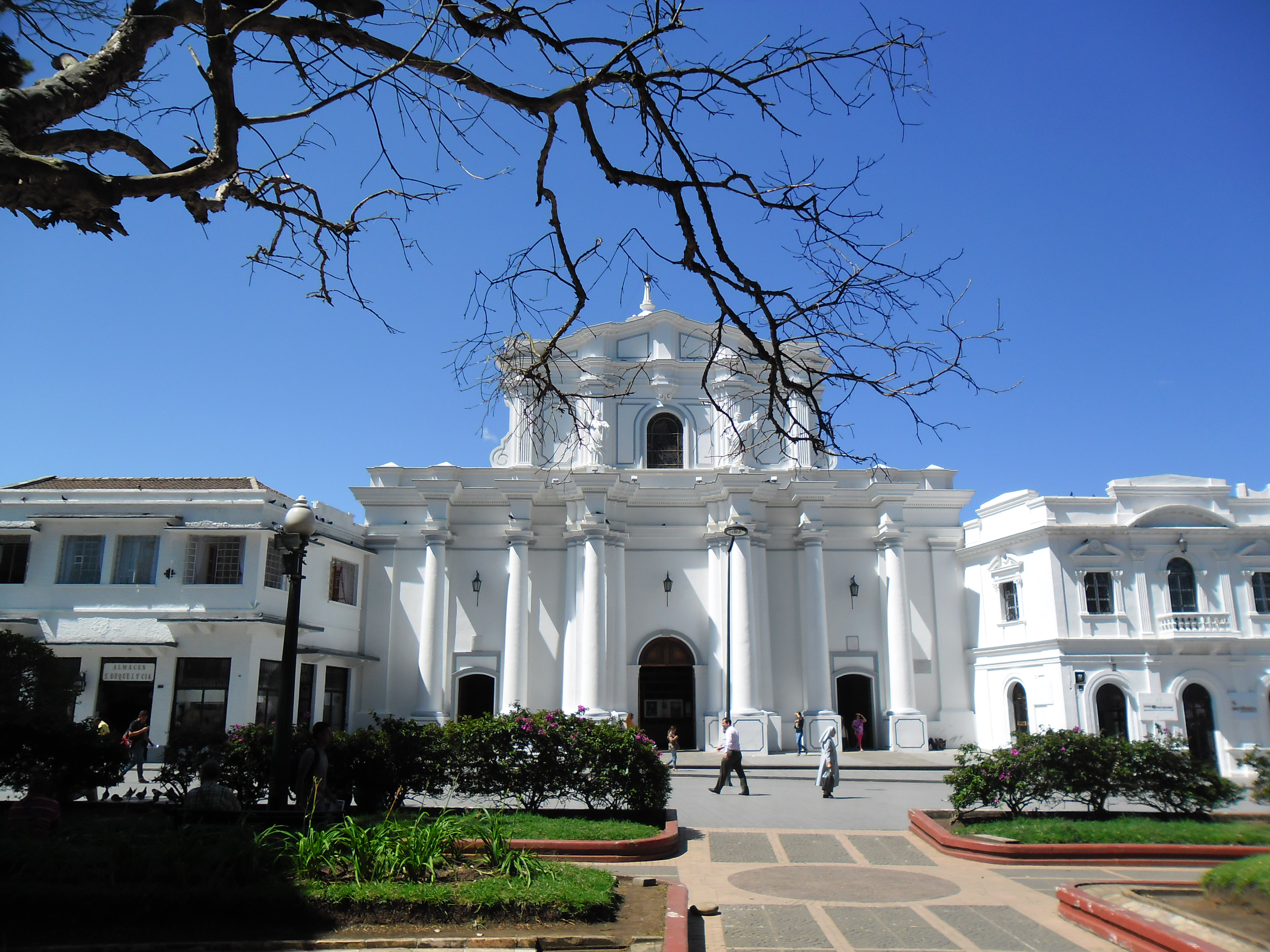